# Madoqua piacentinii
Madoqua piacentinii är en däggdjursart som beskrevs av Drake-Brockman 1911. Madoqua piacentinii ingår i släktet dik-dikantiloper, och familjen slidhornsdjur. IUCN kategoriserar arten globalt som otillräckligt studerad. Inga underarter finns listade i Catalogue of Life.
Djuret är med en kroppslängd (huvud och bål) av 45 till 50 cm den minsta i släktet men vissa exemplar kan vara lika stora som andra dik-dikantiloper. Den mjuka pälsen har på bålens ovansida en silvergrå färg. Huvudet kännetecknas av en rödaktig tofs. Dessutom är nosens ovansida och extremiteterna rödaktig. På buken finns en ljus längsgående strimma och kring ögonen en otydlig avgränsad vit ring. Hos honor förekommer två par spenar.
Arten har två från varandra skilda populationer i nordöstra Afrika. En i östra Etiopien och den andra i sydöstra Somalia. Habitatet utgörs av buskskogar.